# Copa Príncipe de la Corona de Baréin
La Copa Príncipe de la Corona de Baréin o Copa del Príncipe heredero de Bahréin (en inglés: Bahraini Crown Prince Cup) fue una competición de fútbol en Baréin que se disputó entre 2001 y 2009, fue ganada en cinco oportunidades por Muharraq Club y en cuatro por Bahréin Riffa Club.
El torneo enfrentaba a los cuatro primeros clasificados de la Liga Premier de Baréin en juegos de semifinales y final a partido único.

## Palmarés
| Temporada | Campeón       | Resultado | Finalista     |
| --------- | ------------- | --------- | ------------- |
| 2001      | Muharraq Club | 5 - 4     | Al-Riffa SC   |
| 2002      | Al-Riffa SC   | 3 - 2     | Muharraq Club |
| 2003      | Al-Riffa SC   | 3 - 1     | Muharraq Club |
| 2004      | Al-Riffa SC   | 2 - 1     | Muharraq Club |
| 2005      | Al-Riffa SC   | 3 - 1     | Al-Ahli Club  |
| 2006      | Muharraq Club | 2 - 1     | Al-Riffa SC   |
| 2007      | Muharraq Club | 1 - 0     | Al-Najma      |
| 2008      | Muharraq Club | 5 - 2     | Al-Ahli Club  |
| 2009      | Muharraq Club | 2 - 0     | Al-Riffa SC   |

## Títulos por club
| Club          | Campeón | Años campeón                 |
| ------------- | ------- | ---------------------------- |
| Muharraq Club | 5       | 2001, 2006, 2007, 2008, 2009 |
| Al-Riffa SC   | 4       | 2002, 2003, 2004, 2005       |